# Pablo Magnín
Pablo Daniel Magnín (San Jerónimo Norte, Provincia de Santa Fe, Argentina; 25 de abril de 1990) es un futbolista argentino. Juega como delantero y su primer equipo fue Unión de Santa Fe. Actualmente se encuentra en Sarmiento de Junín de la Liga Profesional.

## Trayectoria
Oriundo de San Jerónimo Norte, Pablo Magnín se inició en el club Libertad de su ciudad natal, para luego sumarse a las inferiores de Unión de Santa Fe.
Su debut como profesional se produjo el 9 de marzo de 2010, en la derrota de Unión 2-1 ante Platense. Ese día ingresó a los 18 minutos del segundo tiempo en reemplazo de Paulo Rosales.
Formó parte del plantel Tatengue que logró el ascenso a la Primera División en 2011.
Para la temporada 2011/12 le fue asignado el dorsal número 12. Su debut en la Primera División se dio el 22 de agosto de 2011, en el empate 0 a 0 entre Unión y Belgrano.
El 10 de marzo de 2012 convirtió su primer gol en Primera con la camiseta de Unión, en la victoria 2 a 0 ante Atlético Rafaela. Una semana después, el 16 de marzo, volvió a convertir, esta vez en el empate 3 a 3 entre Unión y Vélez.
Jugó también en Instituto de Córdoba, San Luis de Chile, San Martín de San Juan, Temperley, Sarmiento de Junín, Tigre, Melgar de Perú, Huachipato de Chile y Deportivo Cuenca de Ecuador.

## Clubes
- Actualizado al 9 de abril de 2025

| Club                       | Div.                | Temporada           | Liga | Liga | Copa Nacional | Copa Nacional | Copa Internacional | Copa Internacional | Total | Total |
| Club                       | Div.                | Temporada           | PJ   | G    | PJ            | G             | PJ                 | G                  | PJ    | G     |
| -------------------------- | ------------------- | ------------------- | ---- | ---- | ------------- | ------------- | ------------------ | ------------------ | ----- | ----- |
| Unión Argentina            |                     |                     |      |      |               |               |                    |                    |       |       |
| 2.ª                        | 2009/10             | 1                   | 0    | -    | -             | -             | -                  | 1                  | 0     |       |
| 2.ª                        | 2010/11             | 2                   | 0    | -    | -             | -             | -                  | 2                  | 0     |       |
| 1.ª                        | 2011/12             | 17                  | 2    | 1    | 0             | -             | -                  | 18                 | 2     |       |
| 1.ª                        | 2012/13             | 26                  | 3    | 1    | 0             | -             | -                  | 27                 | 3     |       |
| 2.ª                        | 2013/14             | 22                  | 4    | 0    | 0             | -             | -                  | 22                 | 4     |       |
| 2.ª                        | 2014                | 0                   | 0    | -    | -             | -             | -                  | 0                  | 0     |       |
| Total                      | Total               | 68                  | 9    | 2    | 0             | -             | -                  | 70                 | 9     |       |
| Instituto Argentina        |                     |                     |      |      |               |               |                    |                    |       |       |
| 2.ª                        | 2015                | 38                  | 10   | 2    | 1             | -             | -                  | 40                 | 11    |       |
| 2.ª                        | 2016/17             | 30                  | 6    | 1    | 0             | -             | -                  | 31                 | 6     |       |
| Total                      | Total               | 68                  | 16   | 3    | 1             | -             | -                  | 71                 | 17    |       |
| San Luis · Chile           |                     |                     |      |      |               |               |                    |                    |       |       |
| 1.ª                        | 2016                | 10                  | 1    | -    | -             | -             | -                  | 10                 | 1     |       |
| Total                      | Total               | 10                  | 1    | -    | -             | -             | -                  | 10                 | 1     |       |
| San Martín (SJ) Argentina  |                     |                     |      |      |               |               |                    |                    |       |       |
| 1.ª                        | 2017/18             | 12                  | 0    | 0    | 0             | -             | -                  | 12                 | 0     |       |
| 1.ª                        | 2018/19             | 4                   | 0    | 1    | 0             | -             | -                  | 5                  | 0     |       |
| Total                      | Total               | 16                  | 0    | 1    | 0             | -             | -                  | 17                 | 0     |       |
| Temperley Argentina        |                     |                     |      |      |               |               |                    |                    |       |       |
| 2.ª                        | 2018/19             | 12                  | 7    | 0    | 0             | -             | -                  | 12                 | 7     |       |
| Total                      | Total               | 12                  | 7    | 0    | 0             | -             | -                  | 12                 | 7     |       |
| Sarmiento (J) Argentina    |                     |                     |      |      |               |               |                    |                    |       |       |
| 2.ª                        | 2019/20             | 18                  | 15   | 1    | 1             | -             | -                  | 19                 | 16    |       |
| 1.ª                        | 2025                | 12                  | 2    | 1    | 0             | -             | -                  | 13                 | 2     |       |
| Total                      | Total               | 30                  | 17   | 2    | 1             | -             | -                  | 32                 | 18    |       |
| Tigre Argentina            |                     |                     |      |      |               |               |                    |                    |       |       |
| 2.ª                        | 2020                | 8                   | 2    | -    | -             | 4             | 3                  | 12                 | 5     |       |
| 2.ª                        | 2021                | 31                  | 22   | 4    | 1             | -             | -                  | 35                 | 23    |       |
| 1.ª                        | 2022                | 15                  | 0    | 16   | 5             | -             | -                  | 31                 | 5     |       |
| Total                      | Total               | 54                  | 24   | 20   | 6             | 4             | 3                  | 78                 | 33    |       |
| Melgar · Perú              |                     |                     |      |      |               |               |                    |                    |       |       |
| 1.ª                        | 2023                | 14                  | 3    | -    | -             | 4             | 0                  | 18                 | 3     |       |
| Total                      | Total               | 14                  | 3    | -    | -             | 4             | 0                  | 18                 | 3     |       |
| Huachipato · Chile         |                     |                     |      |      |               |               |                    |                    |       |       |
| 1.ª                        | 2023                | 13                  | 1    | -    | -             | -             | -                  | 13                 | 1     |       |
| Total                      | Total               | 13                  | 1    | -    | -             | -             | -                  | 13                 | 1     |       |
| Deportivo Cuenca · Ecuador |                     |                     |      |      |               |               |                    |                    |       |       |
| 1.ª                        | 2024                | 29                  | 15   | 2    | 1             | 1             | 0                  | 32                 | 16    |       |
| Total                      | Total               | 29                  | 15   | 2    | 1             | 1             | 0                  | 32                 | 16    |       |
| Total en su carrera        | Total en su carrera | Total en su carrera | 314  | 93   | 30            | 9             | 9                  | 3                  | 353   | 105   |

## Palmarés

### Campeonatos nacionales
| Título           | Club       | País      | Año  |
| ---------------- | ---------- | --------- | ---- |
| Primera Nacional | Tigre      | Argentina | 2021 |
| Primera División | Huachipato | Chile     | 2023 |

### Otros logros
| Título                     | Club              | País      | Año  |
| -------------------------- | ----------------- | --------- | ---- |
| Ascenso a Primera División | Unión de Santa Fe | Argentina | 2011 |
| Ascenso a Primera División | Unión de Santa Fe | Argentina | 2014 |

### Distinciones individuales
| Distinción                                 | Año  |
| ------------------------------------------ | ---- |
| Goleador de la Primera Nacional (15 goles) | 2020 |
| Goleador de la Primera Nacional (22 goles) | 2021 |